# Kanatbek Begaliev
Kanatbek Begaliev (nascut 14 de febrer de 1984 a Talas, RSS del Kirguizstan) és un lluitador kirguizistanès, guanyador d'una medalla olímpica

## Biografia
Va néixer el 14 de febrer de 1984 a la ciutat de Taraz, població que en aquells moments formava part de la Unió Soviètica i que avui en dia forma part del Kirguizstan.

## Carrera esportiva
Va participar, als 20 anys, en els Jocs Olímpics d'Estiu de 2004 realitzats a Atenes (Grècia), on finalitzà onzè en la categoria de pes welter de la modalitat de lluita grecoromana. En els Jocs Olímpics d'Estiu de 2008 realitzats a Pequín (RP Xina) aconseguí guanyar la medalla de plata en aquesta mateixa prova.
Al llarg de la seva carrera ha guanyat una medalla en el Campionat del Món de lluita.